# Technécium-tetraklorid
A technécium-tetraklorid egy klórból és technéciumból álló szervetlen vegyület, képlete TcCl4. Vizsgálták, hogy a segítségével el lehet különíteni a technéciumot az illékony kloridoktól. A kolloid technécium-tetraklorid oldatokban gamma-sugarak hatására Tc(VII) ionok keletkeznek.

## Előállítása
A technécium-tetrakloridot elő lehet állítani technécium-heptoxid és szén-tetraklorid reakciójával, vagy technécium és klór reakciójával:
Tc2O7 + 7CCl4 = 2TcCl4 + 7COCl2 + 3Cl2
Tc + 2Cl2 = TcCl4

## Tulajdonságai
A technécium-tetraklorid vörös színű, szilárd, nedvességre érzékeny vegyület. Vízben hidrolizálva bomlik, sósavban [TcCl6]2− anion keletkezik belőle. Kristályszerkezete rombos, tércsoport: Pbca, rácsállandók: a = 603 pm, b = 1165 pm és c = 1406 pm.

## Technécium-triklorid
A technécium-trikloridról  TcCl3 2010-ben számoltak be. Ditechnécium(III)-tetraacetát-diklorid és hidrogén-klorid reakciójával állították elő 300 °C-on. A TcCl3 szilárd, fekete anyag. C3V szimmetriájú, háromszög alakú Tc3Cl9 egységekből áll, melyben minden Tc atomhoz öt klorid ligandum és két másik technécium kapcsolódik, a Tc–Tc kötéshossz 244 pm.

## Fordítás
Ez a szócikk részben vagy egészben  a   Technetium(IV) chloride című angol Wikipédia-szócikk ezen változatának fordításán alapul.  Az eredeti cikk szerkesztőit annak laptörténete sorolja fel. Ez a jelzés csupán a megfogalmazás eredetét és a szerzői jogokat jelzi, nem szolgál a cikkben szereplő információk forrásmegjelöléseként.
Ez a szócikk részben vagy egészben  a   Technetium(IV)-chlorid című német Wikipédia-szócikk ezen változatának fordításán alapul.  Az eredeti cikk szerkesztőit annak laptörténete sorolja fel. Ez a jelzés csupán a megfogalmazás eredetét és a szerzői jogokat jelzi, nem szolgál a cikkben szereplő információk forrásmegjelöléseként.